# Hans Bellinghausen

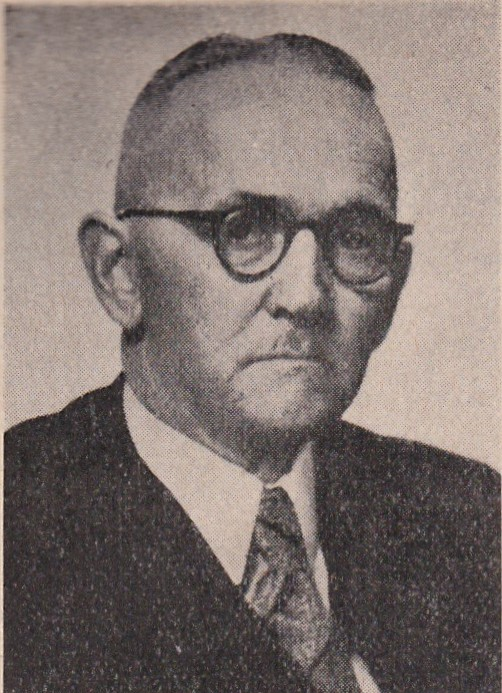
Hans Bellinghausen sen. (um oder vor 1950)

Hans Bellinghausen (* 8. April 1887 in Koblenz; † 27. März 1958 ebenda) war ein deutscher Historiker, Archivar und rheinländischer Heimatforscher.

## Werdegang und Wirken
Bellinghausen studierte nach dem Abitur am damaligen Koblenzer Kaiserin Augusta Gymnasium (dem heutigen Görres-Gymnasium) an den Universitäten München, Berlin und Bonn Geschichte. Seit 1909 gehörte er der Münchener Burschenschaft Danubia an. 1914 promovierte er mit einer zweibändigen fachwissenschaftlichen Arbeit über die Stadt Koblenz. Bellinghausen nahm am Ersten Weltkrieg teil. Ursprünglich hatte er eine wissenschaftliche Laufbahn angestrebt, konnte diese jedoch nach dem Krieg aus finanziellen Gründen nicht weiterverfolgen. 1920 trat er in die Dienste der Stadt Koblenz. Über 30 Jahre lang leitete er das Presseamt, das Statistische Amt und das Stadtarchiv von Koblenz. Von 1935 bis 1942 fungierte er auch noch als Bibliotheksdirektor.
Bei den schweren Bränden in den Kriegsjahren 1943 / 1944 rettete Bellinghausen unter großer persönlicher Gefahr wertvolle Bestände der wissenschaftlichen Bücherei und Urkundenbestände aus dem brennenden Bibliotheksgebäude an der Danne in Koblenz. Seine spätere Aussage, er habe auch die Thorarollen der jüdischen Gemeinde vor der Vernichtung durch die Nationalsozialisten gerettet, ist nicht sicher zu belegen, könnte aber zutreffend sein, auch wenn unklar ist, welche Motive er damit verfolgte.
Heimatliebe und Heimattreue beseelten ihn über fast fünfzig Jahre seiner historischen Forschertätigkeit. Sein Wissen findet sich in 1430 gedruckten geschichtlichen, volks- und heimatkundlichen Einzeldarstellungen in Zeitschriften und Broschüren, die im Stadtarchiv Koblenz verwahrt werden. Bellinghausen ist der Autor des Standardwerkes „2000 Jahre Koblenz“, das zwischen 1914 und 1973 in sechs Auflagen (1914, 1922, 1927, 1950, Neuauflagen 1971 und 1973 durch Hans Bellinghausen (Sohn)) herausgegeben wurde. Darüber hinaus gründete er 1920 die „Zeitschrift für Heimatkunde der Regierungsbezirke Koblenz und Trier“, 1924 die „Koblenzer Heimatblätter“ und die „Rheinischen Heimatblätter“, die er alle selbst viele Jahre lang leitete. Neben dem Standardwerk „2000 Jahre Koblenz“ leistete Bellinghausen zahlreiche weitere Buchveröffentlichungen wie die Neubearbeitung der zwei Koblenzbände des „Rheinischen Antiquarius“, die beiden stadtgeschichtlichen Bände „Alt-Koblenz“ und „Koblenz, die Stadt der Rhein- und Moselbrücken“ sowie das Bilddokumentarwerk „Koblenz – einst und jetzt“. Bellinghausen war Mitglied der Gesellschaft für Rheinische Geschichtskunde. Er setzte sich zeitlebens mit großem Engagement für die Heimatkunde als Unterrichtsstoff in den Schulen ein.
Bellinghausen war politisch deutschnational eingestellt. Er wendete sich gegen die französische Besatzung und gegen eine Abtrennung des Rheinlandes, so erarbeitete er eine Ausstellung, die die „Schandtaten“ der Französischen Besatzungstruppen und der Separatisten dokumentierte. In der Zeit des Nationalsozialismus lässt sich seine antisemitische Gesinnung und Nähe zum Nationalsozialismus deutlich aus einer Artikelserie im „Koblenzer Nationalblatt“ nachlesen. Zwar behauptete Bellinghausen später, die antisemitischen Tiraden seien diesen Artikeln ohne sein Wissen hinzugefügt worden, doch ist dies bei genauer Betrachtung der Umstände sehr unwahrscheinlich.
Nach dem Zweiten Weltkrieg wurde er von den Franzosen in einer dreijährigen Kriegsgefangenschaft in Diez an der Lahn festgesetzt. Im Koblenzer Stadtteil Neuendorf ist eine Straße nach Hans Bellinghausen benannt. Diese Benennung geriet aufgrund seiner Rolle im Dritten Reich in die Kritik. Eine Kommission des Koblenzer Stadtrates, die zur Überprüfung fragwürdiger Straßenbenennungen eingerichtet worden war, kam zu dem Ergebnis, dass Bellinghausen sich eindeutig „aus wirtschaftlichem Opportunismus als auch aus persönlicher Eitelkeit“ in den Dienst der Nationalsozialisten gestellt habe. Die Straßenbenennung solle jedoch ihrerseits als Erinnerung an die Geschichte und den Umgang mit Protagonisten des Dritten Reiches nach 1945 erhalten werden. Mit heutigen Maßstäben und größerer Sensibilität würde sie allerdings nicht mehr vorgenommen werden.

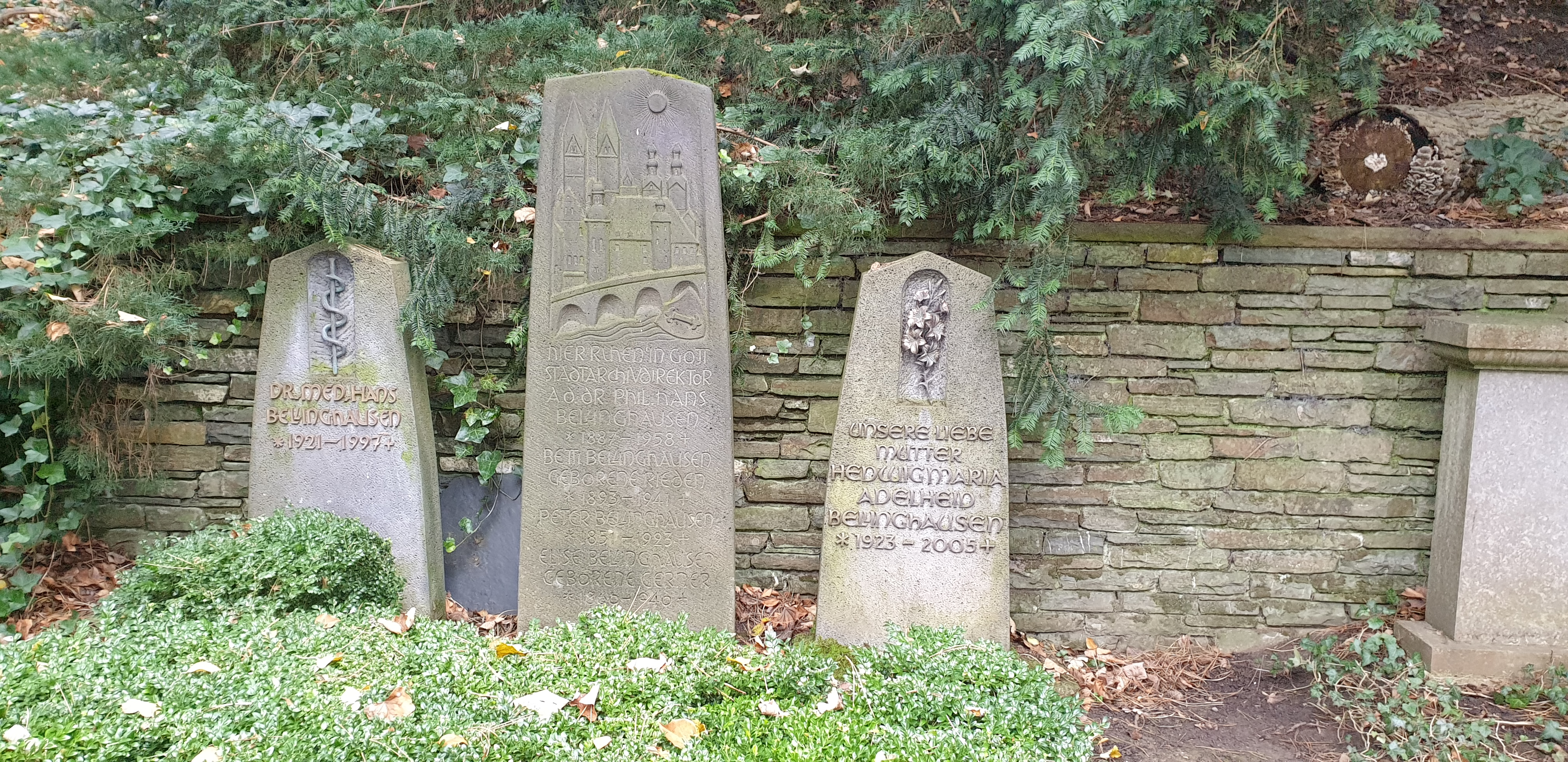
Grabstätte der Familie Bellinghausen auf dem Koblenzer Hauptfriedhof

Sein Sohn Dr. med. Hans Bellinghausen jun. (13. Juni 1921 – 3. Februar 1997) praktizierte als Arzt in Koblenz, gab das von seinem Vater verfasste Werk 2000 Jahre Koblenz neu heraus und veröffentlichte kleinere Aufsätze zur Stadtgeschichte.

## Veröffentlichungen

### Monographien
- Christian von Strambergs Rheinischer Antiquarius, Coblenz, die Stadt. 2 Bände. Krabbensche Buchdruckerei, Koblenz 1926 und 1930
- Alt-Koblenz, zwei Bände. Krabbensche Buchdruckerei, Koblenz 1929 und 1932.
- Winningen: Ein deutsches Heimatbuch. 2 Bände. Rheinische Verlagsgesellschaft, 1923 und 1925.
- Rhens am Rhein und der Königsstuhl. Ein deutsches Heimatbuch. Koblenz 1929.
- Koblenz, die Stadt der Rhein- und Moselbrücken. Festschrift. 1934.
- 2000 Jahre Koblenz, Ein Heimatbuch. 4. Auflage. Görres Druckerei, Koblenz 1950.
- 2000 Jahre Koblenz, Geschichte der Stadt an Rhein und Mosel. Neu herausgegeben von Hans Bellinghausen (Sohn). Harald Boldt Verlag, Boppard 1973, ISBN 3-7646-1571-0.

### Zeitschriften
- Zeitschrift für Heimatkunde der Regierungsbezirke Koblenz und Trier. 1920–1922.
- Rheinische Heimatblätter. 1924–1927.
- Koblenzer Heimatblätter. 1924–1931.